# Episodi de Le avventure di Tintin
Questa è la lista degli episodi della serie animata Le avventure di Tintin.

## Prima stagione
| Nº | Titolo francese                    | Titolo italiano                         | Prima TV Canada  | Prima TV Italia |
| -- | ---------------------------------- | --------------------------------------- | ---------------- | --------------- |
| 1  | Le Crabe aux pinces d'or, partie 1 | Il granchio d'oro (prima parte)         | 2 ottobre 1991   | 1992            |
| 2  | Le Crabe aux pinces d'or, partie 2 | Il granchio d'oro (seconda parte)       | 9 ottobre 1991   | 1992            |
| 3  | Le Secret de La Licorne, partie 1  | Il segreto del Liocorno (prima parte)   | 16 ottobre 1991  | 1992            |
| 4  | Le Secret de La Licorne, partie 2  | Il segreto del Liocorno (seconda parte) | 23 ottobre 1991  | 1992            |
| 5  | Le Trésor de Rackham le Rouge      | Il tesoro di Rakam il Rosso             | 30 ottobre 1991  | 1992            |
| 6  | Les Cigares du pharaon, partie 1   | I sigari del faraone (prima parte)      | 6 novembre 1991  | 1992            |
| 7  | Les Cigares du pharaon, partie 2   | I sigari del faraone (seconda parte)    | 13 novembre 1991 | 1992            |
| 8  | Le Lotus bleu, partie 1            | Il loto blu (prima parte)               | 20 novembre 1991 | 1992            |
| 9  | Le Lotus bleu, partie 2            | Il loto blu (seconda parte)             | 27 novembre 1991 | 1992            |
| 10 | L'Île Noire, partie 1              | L'isola nera (prima parte)              | 9 dicembre 1991  | 1992            |
| 11 | L'Île Noire, partie 2              | L'isola nera (seconda parte)            | 9 dicembre 1991  | 1992            |
| 12 | L'Affaire Tournesol, partie 1      | L'affare Girasole (prima parte)         | 16 dicembre 1991 | 1992            |
| 13 | L'Affaire Tournesol, partie 2      | L'affare Girasole (seconda parte)       | 23 dicembre 1991 | 1992            |

### Il granchio d'oro
- Titolo originale: Le Crabe aux pinces d'or
- Adattato da: Il granchio d'oro

#### Trama
Il reporter Tintin, amico degli agenti di polizia Dupont e Dupond, si ritrova coinvolto nel caso dell'annegamento di un uomo nelle cui tasche viene ritrovato un pezzo dell'etichetta di una lattina di polpa di granchio recante la scritta "Karaboudjan". Le ricerche di Tintin lo conducono alla nave Karaboudjan ancorata al porto, dove il reporter scopre una vasta scorta di lattine di polpa di granchio utilizzate per trafficare droga. Messo fuori gioco dai contrabbandieri, Tintin riesce a liberarsi grazie all'aiuto del suo cagnolino Milù. Cercando una via di fuga, Tintin si imbatte nel capitano Haddock, il burbero e ubriaco comandante della nave, e gli rivela dei traffici illeciti che stanno avvenendo a sua insaputa a bordo della nave, ottenendo infine la sua fiducia. I due lasciano la Karaboudjan a bordo di una scialuppa di salvataggio, ma vengono intercettati a poca distanza da un idrovolante dei contrabbandieri. Approfittando del suo ammaraggio per controllare di aver eliminato i bersagli, Tintin, Milù e Haddock si appropriano del velivolo.
Tintin avverte tramite radio la polizia sulla probabile destinazione della Karaboudjan, prima che il velivolo si schianti nel deserto; il reporter e Haddock incominciano quindi a percorrere a piedi le dune fino a svenire a causa del caldo e della sete. Vengono però salvati da una pattuglia di soldati e condotti al sicuro nel loro fortino. Ottenuti acqua e cammelli, i due proseguono verso la città più vicina, dove Haddock scopre essere ancorata la Karaboudjan sotto falso nome, mentre Tintin scorge Allan, il leader della banda di contrabbandieri. Seguendolo all'interno di un edificio, il reporter scopre il nascondiglio delle lattine di droga e, con l'aiuto di Haddock, mette in fuga Allan. Dopo un inseguimento in motoscafo, Tintin e Milù catturano infine Allan e lo assicurano alla giustizia, insieme al suo complice, il mercante arabo Omar ben Salaad.

### Il segreto del Liocorno
- Titolo originale: Le Secret de La Licorne
- Adattato da: Il segreto del Liocorno

#### Trama
Mentre Dupont e Dupond danno la caccia a un borseggiatore seriale, Tintin acquista in una bancarella un modellino di una nave da regalare al capitano Haddock, suscitando il malcontento di altri due compratori interessati. Giunto a casa, Tintin mostra il modellino al capitano Haddock che, meravigliato, lo invita a casa sua per rivelargli che si tratta di una riproduzione de Il Liocorno, la nave del suo avo François de Hadoque. In loro assenza qualcuno si introduce nell'appartamento di Tintin e sottrae il modellino; tuttavia l'obiettivo del ladro, un foglietto nascosto nell'albero maestro del vascello, viene recuperato da Tintin dopo che era finito sotto al mobile. Il reporter scopre che anche il signor Sakharine, uno dei due uomini interessati al modellino, possiede un esemplare del vascello. intanto Haddock ritrova una copia del diario del suo avo e conferma all'amico che i modellini erano tre e che ognuno di essi contiene un indizio per recuperare il tesoro del pirata Rackham il Rosso, sconfitto in gioventù da François de Hadoque.
Tintin e Haddock si recano dal signor Sakharine per confrontare i loro biglietti, ma al loro arrivo scoprono che lo studioso è stato tramortito e il suo veliero e biglietto rubati. Ripresosi, Sakharine rivela che il suo aggressore era l'altro signore interessato al modellino di Tintin. Questi si presenta a Tintin come Bernabei, ma prima che abbia il tempo di parlare col reporter viene raggiunto da alcuni colpi di pistola sparati da una macchina in corsa. In seguito Tintin viene rapito e condotto in una villa fuori città, dove i sequestratori gli intimano di consegnare i tre biglietti. Con astuzia Tintin riesce a contattare Haddock, il quale giunge sul posto insieme a Milù, Dupont e Dupond in tempo per fermare i rapitori. I due rivelano quindi di aver assoldato Bernabei per impadronirsi dei due biglietti mancanti, ma che, quando questi aveva minacciato di rivelare il loro piano per ottenere più soldi, avevano deciso di eliminarlo. I biglietti sottratti vengono infine recuperati dai detective a casa del borseggiatore seriale smascherato e Tintin e Haddock scoprono con gioia che conducono alla posizione del tesoro.

### Il tesoro di Rakam il Rosso
- Titolo originale: Le Trésor de Rackham le Rouge
- Adattato da: Il tesoro di Rakam il Rosso

### I sigari del faraone
- Titolo originale: Les Cigares du pharaon
- Adattato da: I sigari del faraone

### Il loto blu
- Titolo originale: Le Lotus bleu
- Adattato da: Il loto blu

### L'isola nera
- Titolo originale: L'Île Noire
- Adattato da: L'isola nera

### L'affare Girasole
- Titolo originale: L'Affaire Tournesol
- Adattato da: L'affare Girasole

## Seconda stagione
| Nº | Titolo francese                       | Titolo italiano                                | Prima TV Canada | Prima TV Italia |
| -- | ------------------------------------- | ---------------------------------------------- | --------------- | --------------- |
| 14 | L'Étoile mystérieuse                  | La stella misteriosa                           | 6 gennaio 1992  | -               |
| 15 | L'Oreille cassée, partie 1            | L'orecchio spezzato (prima parte)              | 13 gennaio 1992 | -               |
| 16 | L'Oreille cassée, partie 2            | L'orecchio spezzato (seconda parte)            | 20 gennaio 1992 | -               |
| 17 | Le Sceptre d'Ottokar, partie 1        | Lo scettro di Ottokar (prima parte)            | 27 gennaio 1992 | -               |
| 18 | Le Sceptre d'Ottokar, partie 2        | Lo scettro di Ottokar (seconda parte)          | 3 febbraio 1992 | -               |
| 19 | Tintin au Tibet, partie 1             | Tintin in Tibet (prima parte)                  | 6 aprile 1992   | -               |
| 20 | Tintin au Tibet, partie 2             | Tintin in Tibet (seconda parte)                | 13 aprile 1992  | -               |
| 21 | Tintin et les Picaros, partie 1       | Tintin e i Picaros (prima parte)               | 20 aprile 1992  | -               |
| 22 | Tintin et les Picaros, partie 2       | Tintin e i Picaros (seconda parte)             | 27 aprile 1992  | -               |
| 23 | Tintin au pays de l'or noir, partie 1 | Tintin nel paese dell'oro nero (prima parte)   | 4 maggio 1992   | -               |
| 24 | Tintin au pays de l'or noir, partie 2 | Tintin nel paese dell'oro nero (seconda parte) | 11 maggio 1992  | -               |
| 25 | Coke en stock, partie 1               | Carbone nella stiva (prima parte)              | 18 maggio 1992  | -               |
| 26 | Coke en stock, partie 2               | Carbone nella stiva (seconda parte)            | 25 maggio 1992  | -               |

### La stella misteriosa
- Titolo originale: L'Étoile mystérieuse
- Adattato da: La stella misteriosa

### L'orecchio spezzato
- Titolo originale: L'Oreille cassée
- Adattato da: L'orecchio spezzato

### Lo scettro di Ottokar
- Titolo originale: Le Sceptre d'Ottokar
- Adattato da: Lo scettro di Ottokar

### Tintin in Tibet
- Titolo originale: Tintin au Tibet
- Adattato da: Tintin in Tibet

### Tintin e i Picaros
- Titolo originale: Tintin et les Picaros
- Adattato da: Tintin e i Picaros

### Tintin nel paese dell'oro nero
- Titolo originale: Tintin au pays de l'or noir
- Adattato da: Tintin nel paese dell'oro nero

### Carbone nella stiva
- Titolo originale: Coke en stock
- Adattato da: Coke in stock

## Terza stagione
| Nº | Titolo francese                       | Titolo italiano                              | Prima TV Canada   | Prima TV Italia |
| -- | ------------------------------------- | -------------------------------------------- | ----------------- | --------------- |
| 27 | Vol 714 pour Sydney, partie 1         | Volo 714 destinazione Sydney (prima parte)   | 6 luglio 1992     | -               |
| 28 | Vol 714 pour Sydney, partie 2         | Volo 714 destinazione Sydney (seconda parte) | 13 luglio 1992    | -               |
| 29 | Les Sept Boules de cristal, partie 1  | Le sette sfere di cristallo (prima parte)    | 20 luglio 1992    | -               |
| 30 | Les Sept Boules de cristal, partie 2  | Le sette sfere di cristallo (seconda parte)  | 27 luglio 1992    | -               |
| 31 | Le Temple du Soleil, partie 1         | Il tempio del sole (prima parte)             | 3 agosto 1992     | -               |
| 32 | Le Temple du Soleil, partie 2         | Il tempio del sole (seconda parte)           | 10 agosto 1992    | -               |
| 33 | Les Bijoux de la Castafiore, partie 1 | I gioielli della Castafiore (prima parte)    | 17 agosto 1992    | -               |
| 34 | Les Bijoux de la Castafiore, partie 2 | I gioielli della Castafiore (seconda parte)  | 24 agosto 1992    | -               |
| 35 | Objectif Lune, partie 1               | Obiettivo Luna (prima parte)                 | 31 agosto 1992    | -               |
| 36 | Objectif Lune, partie 2               | Obiettivo Luna (seconda parte)               | 7 settembre 1992  | -               |
| 37 | On a marché sur la Lune, partie 1     | Uomini sulla Luna (prima parte)              | 14 settembre 1992 | -               |
| 38 | On a marché sur la Lune, partie 2     | Uomini sulla Luna (seconda parte)            | 21 settembre 1992 | -               |
| 39 | Tintin en Amérique                    | Tintin in America                            | 28 settembre 1992 | -               |

### Volo 714 destinazione Sydney
- Titolo originale: Vol 714 pour Sydney
- Adattato da: Volo 714 destinazione Sydney

### Le sette sfere di cristallo
- Titolo originale: Les Sept Boules de cristal
- Adattato da: Le sette sfere di cristallo

### Il tempio del sole
- Titolo originale: Le Temple du Soleil
- Adattato da: Il tempio del sole

### I gioielli della Castafiore
- Titolo originale: Les Bijoux de la Castafiore
- Adattato da: I gioielli della Castafiore

### Obiettivo Luna
- Titolo originale: Objectif Lune
- Adattato da: Obiettivo Luna

### Uomini sulla Luna
- Titolo originale: On a marché sur la Lune
- Adattato da: Uomini sulla Luna

### Tintin in America
- Titolo originale: Tintin en Amérique
- Adattato da: Tintin in America